# Kaspar Rudolph von Unruh
Kaspar Rudolph von Unruh (auch: Unruhe; * 18. Mai 1710 in Griesel im Kreis Krossen; † 23. Dezember 1781) war ein preußischer Major und Chef des Grenadierbataillons Nr. 2.

## Leben

### Herkunft
Seine Eltern waren Sebastian von Unruh († 1749) aus dem Haus Niedewitz und dessen Ehefrau Anna Barbara, geborene von Sack aus dem Haus Heinersdorf.

### Militärkarriere
Unruh kam 1725 als Kadett in preußische Dienste und wurde Gefreitenkorporal im Infanterieregiment „von Hessen-Kassel“. 1730 wurde dort er Fähnrich und stieg bis 1739 zum Premierleutnant auf. Am 25. Juni 1740 kam er in das neuerrichteten Infanterieregiment „de Camas“. Damit nahm er an den Schlesischen Kriegen teil.
Er wurde nach dem Krieg am 20. Februar 1746 Kapitän und wurde am 5. Oktober 1750 als Major in das Grenadierbataillons „von Ingersleben“ versetzt. Das Bataillon setzte sich aus den Grenadierkompanien des Infanterieregiments „von Hessen-Kassel“ und des Garnisonsbataillon „la Motte“ zusammen. Während des Siebenjährigen Krieges kämpfte Unruh in der Schlacht bei Leuthen und konnte dort eine Batterie erobern. Außerdem nahm er an den Kämpfen bei Maxen teil.
Am 21. Mai 1757 wurde Unruh Kommandeur des Grenadierbataillons „von Ingersleben“. Er war in der Kranichschanze in der Festung Glatz stationiert, als der österreichische Feldmarschalleutnant Laudon die Festung am 26. Juli 1760 eroberte und geriet dabei in Gefangenschaft. Nach dem Krieg ergab eine Untersuchung durch das Kriegsgericht, dass Unruh bis zuletzt mit seinem Bataillon gekämpft hatte.
Krankheitsbedingt erhielt er nach dem Krieg krank am 24. Juni 1763 seinen Abschied. Das Gut Niederwitz hatte Unruh nach dem Tod seines Vaters geerbt. 1776 verkaufte er zunächst einen Anteil an Johanne Henriette Eleonore von Stosch, später auch den Rest.

### Familie
Unruh heiratet 1741 in Schönow Luise Juliane von Zobeltitz (* 7. Januar 1716) aus dem Haus Selchow. Aus der Ehe gingen folgende Kinder hervor:
- Dietrich Hans Sebastian (* 26. Februar 1748; † 23. Juni 1794), Herr auf Heinersdorf, Leutnant a. D. und Landrat des Kreises Deutsch Krone[3]

⚭ 1773 Beate Henriette von Kupperwolff († 13. August 1774)
⚭ 1777 Anna Luise von Wedel († 4. April 1783)
⚭ 1787 Friederike von Unruh (* 14. Juni 1772; † 8. Juni 1828 in Dresden), Tochter von Georg Christoph von Unruh, aus dem Haus Bauchwitz.
- Friedrich Georg Heinrich (* 30. August 1750; † 1758)
- Amseln Rudolf (* 11. August 1753; † 21. Februar 1832), Landrat im Kreis Bomst[5]

⚭ Barbara von der Marwitz
⚭ Johanna Kern
Nach dem Tod seiner ersten Frau heiratete er am 14. Februar 1758 Henriette Charlotte von Sack aus dem Haus Heinersdorf. Kinder sind aus dieser Ehe nicht bekannt.